# 像覽蹄
像覽蹄，為南北朝時期鄧至首領之一。
永平二年（509年）秋八月戊申，以邓至国世子像览蹄为其国王，接替像舒彭。